# Amarcord
Amarcord ist eine Filmkomödie des italienischen Regisseurs Federico Fellini aus dem Jahr 1973. Der Titel des Films geht auf das dialektale „a m’arcord“ zurück, was im Dialekt von Rimini „ich erinnere mich“ bedeutet, auf Italienisch „io mi ricordo“. Dargestellt wird Fellinis Heimatstadt Rimini zur Jugendzeit des Filmemachers, den faschistischen 1930er Jahren. In Rimini gibt es seit 2003 ein Fellini-Museum, obwohl Amarcord nicht in Rimini gedreht worden ist. 2015 ist bei den Filmfestspielen Venedig eine restaurierte Fassung des Films gezeigt worden. Der Veranstalter des Festivals begründete dies mit dem 40. Jubiläum des Oscars für Amarcord.

## Handlung
Für Fellini bedeutet Regie die Kunst des Arrangements. Er denkt nicht in sichtbaren Handlungen, sondern in effektvollen Bildern. Amarcord hat keine stringente Handlung, sondern eine kaleidoskopische Abfolge phantasievoller Szenen, ein Bilderbogen.
Der Film setzt sich aus Episoden eines Jahres im Leben des 16-jährigen Titta zusammen. Er lebt in der provinziellen Adriastadt Rimini zu Zeiten des italienischen Faschismus. Die Sequenzen spielen zwischen dem Frühjahr 1933 und dem Frühjahr 1934.
Frühlingsfeier (1933) auf der zentralen Piazza, wo alle Hauptgestalten kurz eingeführt werden, vor allem Titta mit seiner Familie und seinen Schulfreunden sowie Gradisca, die städtische Schönheit, die auch von Titta von weitem immer wieder bewundert wird. Die folgende Episode führt in die Schule Tittas. Anlässlich eines Fototermins versammelt sich die gesamte Klasse mit den Lehrern im Hof der Schule. Die folgenden Unterrichtsszenen der sehr unterschiedlichen und eigentümlichen Lehrer sind dabei zumeist sehr skurril.
Inzwischen ist der Vater Tittas, ein kleiner Bauunternehmer, auf seiner Baustelle am Meer zu sehen, wo auch die Volpina auftaucht, eine verrückte Prostituierte, die am Strand lebt. Die Angestellten Aurelios nutzen die Gelegenheit, um ein kurzes kritisches Gedicht aufzusagen, doch Aurelio belehrt sie, dass auch er einmal klein angefangen und sich durch seinen Fleiß hochgearbeitet habe.
Beim anschließenden Mittagessen findet sich Tittas Familie vereint am Tisch. Die Stimmung ist angespannt, der Großvater versucht mit dem Dienstmädchen zu flirten, die Mutter ist gereizt und bedient allein ihren Bruder, der mit im Haus lebt, zuvorkommend, wodurch auch der Vater zunehmend aggressiver wird. Als dann noch ein Streich Tittas bekannt wird, eskaliert die Situation.
Im nächsten Abschnitt ist wieder das ruhige Kleinstadtleben zu spüren. Im abendlichen Rimini sind alle Menschen auf den Straßen, um zu sehen und gesehen zu werden. Auch das örtliche Bordell nutzt die Stunde, um mit einer Kutschenfahrt der Prostituierten Werbung für sich zu machen.
Die pubertären Probleme und Freuden Tittas und seiner Schulfreunde werden anlässlich einer Beichte in den nächsten Episoden beschrieben. Dem Pfarrer ist es vor allem wichtig, dass sich die Knaben nicht „berühren“, was aber bei der Fülle der erotischen Reize nicht leicht ist.
Das unbeschwerte Kleinstadtleben ist aber trügerisch, wie sich bei einem Besuch Mussolinis in der Stadt zeigt. Fast alle Einwohner sind zu seiner Ankunft am Bahnhof versammelt und jubeln ihm zu. Die Schüler müssen vor einem riesigen Mussolinibild eine Parade abhalten. Doch am Abend ertönt von einem Kirchturm herab die Internationale. Die Faschisten sind verwirrt und schießen wild um sich. Die Musik stammt nur von einem Grammophon. Der Schuldige aber soll unbedingt gefunden werden und so wird auch Tittas Vater, angeblich verdächtig als Kommunist, mitten in der Nacht zum Verhör geholt.
Inzwischen ist es Sommer geworden. Das alte Grand-Hotel der Stadt ist eng mit der Geschichte der Einwohner verbunden. Die Gradisca hat durch ein nächtliches Erlebnis in einer Suite des Hotels ihren Spitznamen bekommen, und auch Biscein, ein armer Händler, kann von sinnlichen Erfahrungen mit den Haremsdamen eines orientalischen Fürsten, der mit seinem gesamten Hofstaat hier übernachtet hat, berichten. Auch die Freunde um Lallo, den nichtsnutzigen Bruder Mirandas, bevölkern das Hotelrestaurant, um stupide Touristinnen mit ihrem Gigolocharme zu verführen.
Tittas Familie unternimmt eine Kutschenfahrt mit dem Bruder des Vaters, Teo, der in einer psychiatrischen Anstalt lebt. Eigentlich ist Teo sehr umgänglich, doch einen unbeaufsichtigten Moment nutzt er aus, um auf einen Baum zu klettern und seinen verzweifelten, für den Film leitmotivischen Wunsch in die Welt zu brüllen: „Voglio una donna!“, „Ich will eine Frau!“.
Dann sind alle Bewohner der Stadt erneut vereint. Sie streben zum Meer, auf das Wasser hinaus, denn sie wollen alle von möglichst nahe die Rex sehen, das riesige Passagierschiff, das irgendwann die Stadt passieren soll. Vereint auf dem Meer, vereinzelt in ihren Booten, warten sie auf das Ereignis, wobei ihre Gedanken abschweifen in die Ferne.
Der Herbst äußert sich in der Gegend vor allem durch dichten Nebel, der den Großvater direkt vor dem Haus in die Verirrung treibt, so dass er sogar glaubt, schon gestorben zu sein. Auch der gewöhnliche Schulweg verwandelt sich durch die graue Undurchdringlichkeit in eine mystische Reise.
Ein Autorennen dient den Jungen dann als Projektionsfläche ihrer Träume, Titta sieht sich selbst als erfolgreichen Rennfahrer, der die Gradisca einladen kann, mit ihm zu kommen. Die Wirklichkeit sieht anders aus, sein erstes erotisches Abenteuer erlebt er mit der äußerst fülligen Tabakhändlerin. Ein Erlebnis, das ihn wahrhaft mitnimmt, und so sehen wir Titta in der nächsten Einstellung fieberkrank im Bett liegen. Die Mutter, obwohl selbst krank, pflegt ihn.
Inzwischen ist es Winter geworden, der erste Schnee fällt und entgegen den Erwartungen bleibt er nicht nur liegen, sondern wird immer mehr und mehr, so dass die Piazza schließlich von riesigen Schneebergen bedeckt ist. Während Titta wieder gesund ist und seine Streiche ausführt wie bisher, liegt seine Mutter nun im Krankenhaus. Mitten in der Nacht, die ganze Familie ist schon vereint, muss Titta erfahren, dass seine Mutter gestorben ist.
Schließlich ist es wieder Frühling (1934). Gradisca hat nun doch endlich einen Ehemann gefunden, einen Offizier der Carabinieri, und heiratet. Auf einem Feld haben sie ihre Hochzeitstafel aufgestellt. Auch Titta und seine Freunde sind da, um sie zu verabschieden, denn Gradisca wird mit ihrem Mann die Stadt verlassen. Doch Titta hat schon einen Trost gefunden.

## Politische Bedeutung
„Was das alles fürs einfache Volk bedeutete, hat auf unvergeßliche Weise Federico Fellini in seinem Film Amarcord festgehalten – der Titel bedeutet ‘ich erinnere mich’ im Dialekt von Rimini. In dieser tiefsinnigen Studie darüber, wie es sich anfühlte, sich an eine Jugend im Faschismus zu erinnern, findet man reichlich ‘Normalität’, die die Vorstellung Lügen straft, das Regime habe permanent und umfassend von seinen Bürgern Besitz ergriffen und auf sie eingewirkt. Doch der Film zeigt eben auch politische Schikanen und Folter in Form des erzwungenen Trinkens von Rizinusöl. Auf einer subtileren Ebene vermittelt er das Gefühl, daß das Seelenleben der Menschen langsam umgeformt wird: Sie projizieren ihre Ängste und Sehnsüchte auf den Duce – etwa in der Fantasie eines dicken, unattraktiven Jungen während einer faschistischen Parade in der Stadt plötzlich eine riesige Mussolini-Maske lebendig wird und der Führer dem Jungen das Mädchen seiner Träume erobert. Am Ende, so der Eindruck des Zuschauers, wird die ganze Bevölkerung eher infantilisiert als direkt unterdrückt.“

„Er läßt einen liebevoll gezeichneten Mikrokosmos von Verwandten, Bekannten und komischen Käuzen auftreten, verspottet bitter die politische Situation im faschistischen Italien der 30er Jahre und findet immer wieder poetische Bilder für seine Märchenwelt. Ein Film ganz einfach zum Mit-Träumen.“

„Fellinis Satyricon (1969) forderte neue Sichtweisen auf die zeitgenössische Jugendkultur ein, indem er einen persönlichen Blick auf die römischen Klassiker warf, während Antonionis Zabriskie Point (1969) jungen Amerikanern auf der Spur war, die versuchten, eine politische Revolution zu starten. Viscontis Die Verdammten (1969) blickte noch einmal grimmig auf Nazideutschland, und De Sicas Der Garten der Finzi-Contini (1970) erntete mit einer Untersuchung der Rolle Italiens während des Holocaust internationalen Beifall. Fellinis Amarcord (1973), eine bittersüße Analyse des italienischen Faschismus, war der wohl aufrüttelndste politische Film dieser Gruppe von Regisseuren, denn er unterstrich die Überzeugung, dass der Faschismus eine Form der Unreife war, welche die italienische Gesellschaft noch immer prägte.“

Die Kunstausstellung Amarcord untersuchte die Rolle von Identität und Erinnerung in der modernen Kunst: „Als kraftvolles Werkzeug der Kreativität, stellt die Erinnerung einen wesentlichen Teil der künstlerischen Inspiration. Die Produktion moderner Film-, Theater-, Tanz- und visueller Kunstwerke im 20. Jahrhundert, wurde nicht nur durch individuelle, einzigartige Erfahrungen beeinflusst, sondern auch durch politische Ereignisse und soziale Sphären innerhalb eines größeren Ausmaßes der zeitgenössischen Gesellschaft.“

## Kritiken
- „Die Fotografie Giuseppe Rotunnos mit ihrem Sinn für Schönheit und Stimmungen legt über das ganze Werk einen magischen, ja visionären Glanz. Der Magier Fellini läßt den Zuschauer in eine Welt eintreten, die er als die seine erkennen kann und die doch durch den Blick der Erinnerung verfremdet ist. Die Grenzen zwischen mythischer Realität und gegenständlicher Sicht scheinen aufgehoben. Man glaubt sich in einer spezifisch poetischen Welt zu bewegen, dem filmischen Universum Fellinis.“ (film-dienst[10])

- „Fellinis Komödie stößt in erfrischenden Momenten an die Grenzen des Geschmacks, wenn fleißig uriniert, masturbiert und Busenverehrung betrieben wird. Seine Stilmittel, die in Werken wie 'Casanova' (1976) manchmal allzu barock ausufern, sind hier zu reiner Poesie kanalisiert: fließende Kamerabewegungen, Pastellfarben und eine luftig künstliche Ausstattung.“ (1001 Filme – Die besten Filme aller Zeiten[11])

- „Amarcord“ ist in gewisser Hinsicht der Höhepunkt in Fellinis Schaffen, man könnte auch sagen die Quintessenz seiner filmischen Arbeit – besonders im Vergleich etwa zu „Das süße Leben“ (1960) oder „Satyricon“ (1969), zwei Filmen, in denen Fellini die Dekadenz der römischen Schickeria, die Leere und Desillusion des modernen städtischen Mittelklasse-Menschen (in „Satyricon“ verkleidet in eine Geschichte, die im alten Rom spielt) und die Verlogenheit und Arroganz dieser Schicht geißelte.[12]

## Bemerkungen
Der Film wurde in Cinecittà gedreht, wo das Rimini dieser Zeit als altes Dorf aufgebaut wurde.
Auch wenn Fellini keine Autobiographie verfilmt hat, so ist es doch wahrscheinlich, dass er Erfahrungen aus seiner Kindheit und Jugend in Rimini für den Film verwendet hat.

„Es ist nicht die Erinnerung, die meine Filme beherrscht. Zu sagen, dass meine Filme autobiographisch sind, ist eine ungenierte Dummheit. Ich habe mein Leben selbst erfunden. Ich habe es eigens für das Kino erfunden. Bevor ich den ersten Film gedreht habe, habe ich nichts anderes getan, als mich darauf vorzubereiten groß und stark genug zu werden und mich mit der notwendigen Energie aufzuladen, um eines Tages ‘Aufnahme’ sagen zu können! Ich habe gelebt, um einen Regisseur zu entdecken und zu erschaffen: sonst nichts. Und ich kann mich an nichts anderes erinnern, obwohl man mich für jemanden hält, der sein expressives Leben in den Kaufhäusern der Erinnerung auslebt. Nichts davon ist wahr. Im Sinn der Anekdote, der Autobiographie ist in meinen Filmen nichts vorhanden. Man findet dagegen das Zeugnis einer gewissen Zeit, die ich erlebt habe. In diesem Sinn stimmt es, dass meine Filme autobiographisch sind: aber auf die gleiche Weise in der jedes Buch, jeder Vers eines Poeten, jede Farbe auf einer Leinwand autobiographisch sind.“

Ein Anschluss bietet sich mit dem allerdings schon ein Jahr vorher fertiggestellten Film Roma, der in der anfänglichen Beschreibung der Kleinstadt mit sehr ähnlichen Figuren arbeitet und dann die Reise eines jungen Mannes nach Rom und seine ersten Erfahrungen dort, auch dies ähnlich dem Lebenslauf Fellinis, erzählt. Fellini zieht im Alter von 19 Jahren von Rimini nach Rom um, damit er dort Rechtswissenschaften studieren kann. In Rom arbeitet er als Zeichner für das Satiremagazin Marc’Aurelio.
Fellini stand dem provinziellen Kleinstadtleben eher kritisch gegenüber, was sich in seinen Filmen auch immer wieder mit der Orientierung zur Großstadt wie in Roma oder dem Aufbruch überhaupt wie in I Vitelloni (Die Müßiggänger) äußerte. Doch von dieser Kritik ist in Amarcord relativ wenig zu spüren, da auch die kritischen Punkte hier durch ihre skurrile Überzeichnung eher komisch und sogar liebenswert erscheinen.

## Auszeichnungen

### 1974
- David di Donatello – Bester Film, Beste Regie
- National Board of Review – Bester fremdsprachiger Film[19]
- New York Film Critics Circle Awards – Bester Film, Beste Regie[20]
- Nastro d’Argento des Sindacato Nazionale Giornalisti Cinematografici Italiani – Beste Regie, Bestes Drehbuch, nominiert in der Kategorie Bester Nachwuchsdarsteller (Gianfilippo Carcano)

### 1975
- Oscar – Bester fremdsprachiger Film[21]
- Golden Globe – nominiert in der Kategorie Bester ausländischer Film[22]
- Bodil – Bester europäischer Film
- Kansas City Film Critics Circle Awards – Bester ausländischer Film[23]
- Kinema Junpo Awards – Bester ausländischer Filmregisseur[24]
- Association Française de la Critique de Cinéma – Prix Léon Moussinac

### 1976
- Oscar – nominiert in den Kategorien Beste Regie und Bestes Originaldrehbuch[25]

### Primärliteratur
- Fellini, Federico: Amarcord. Idee u. Drehbuch (= Diogenes-Taschenbuch 55, 5). Diogenes-Verlag, Zürich 1974, ISBN 3-257-20124-9.
- Federico Fellini, Tonino Guerra: Amarcord. Rizzoli, Milano 1973. (italienisch).

### Sekundärliteratur
- Gianfranco Angelucci, Liliana Betti (Hrsg.): Il film Amarcord di Federico Fellini (= Dal soggetto al film 48, ZDB-ID 763433-x). Cappelli editore, Bologna 1974.
- Peter Bondanella: The films of Federico Fellini. Cambridge University Press, Cambridge u. a. 2002, ISBN 0-521-57325-4 (englisch).
- Dorothée Bonnigal: Fellini's Amarcord: Variations on the Libidinal Limbo of Adolescence. In: Frank Burke, Marguerite R. Waller (Hrsg.): Federico Fellini: Contemporary perspectives. University of Toronto Press, Toronto u. a. 2002, ISBN 0-8020-0696-5, S. 137–154. (englisch).
- Frank Burke, Marguerite R. Waller (Hrsg.): Federico Fellini Contemporary perspectives. University of Toronto Press, Toronto u. a. 2002, ISBN 0-8020-0696-5 (englisch).
- Roger Ebert: The great movies. Band 2. Broadway Books, New York NY 2005, ISBN 0-7679-1950-5 (englisch).
- Cosetta Gaudenzi: Memory, Dialect, Politics: Linguistic Strategies in Fellini's Amarcord. In: Frank Burke, Marguerite R. Waller (Hrsg.): Federico Fellini Contemporary perspectives. University of Toronto Press, Toronto u. a. 2002, ISBN 0-8020-0696-5, S. 155–168 (englisch).
- Louis Gianetti: Amarcord: Fellini & Politics. In: Cineaste. Bd. 19/1, Nr. 92, 1976, ISSN 0009-7004, S. 36–43 (englisch).
- Michael A. Ledeen: Amarcord. In: Society. Bd. 12, Nr. 2, 1974, ISSN 0147-2011, S. 100–102 (englisch).
- Millicent J. Marcus: Fellini's Amarcord: Film as Memory. In: Quarterly Review of Film Studies. Bd. 2, Nr. 4, 1977, ZDB-ID 303004-0, S. 418–425 (englisch).
- Franco Pauletto, Marcella Delitala: Amarcord. Federico Fellini (= Quaderni di cinema italiano per stranieri). Guerra, Perugia 2008, ISBN 978-88-557-0097-9 (italienisch).
- Theodore Price: Fellini's penance. The meaning of Amarcord. Boethius Press u. a., Old Bridge NJ 1977 (englisch).
- Franco Sciannameo: Nino Rota, Federico Fellini, and the making of an Italian cinematic folk opera. Amarcord (= Studies in the history and interpretation of music. Bd. 119). Edwin Mellen Press, Lewiston, NY 2005, ISBN 0-7734-6099-3 (englisch).